# Lac de Longemer
Der Lac de Longemer ist ein eiszeitlicher Gletschersee, der sich in Frankreich in der Region Grand Est im Département Vosges befindet. Der Zu- und Abfluss des Sees erfolgt durch den Fluss Vologne. Er liegt an der Westflanke der Vogesen in einer Seenkette, die weiter flussaufwärts den Lac de Retournemer und weiter flussabwärts den Lac de Gérardmer umfasst. 
Der Lac de Longemer liegt auf dem Gemeindegebiet von Xonrupt-Longemer in einer Höhe von 735 Metern und umfasst eine Fläche von etwa 76 Hektar. Seine Länge beträgt rund zwei Kilometer, die maximale Breite 550 und die Tiefe 34 Meter. Das Gewässer liegt im Gebiet des Regionalen Naturparks Ballons des Vosges und ist für den sanften Tourismus bestens erschlossen.

## Orte am See
- Xonrupt-Longemer

## Sehenswürdigkeiten

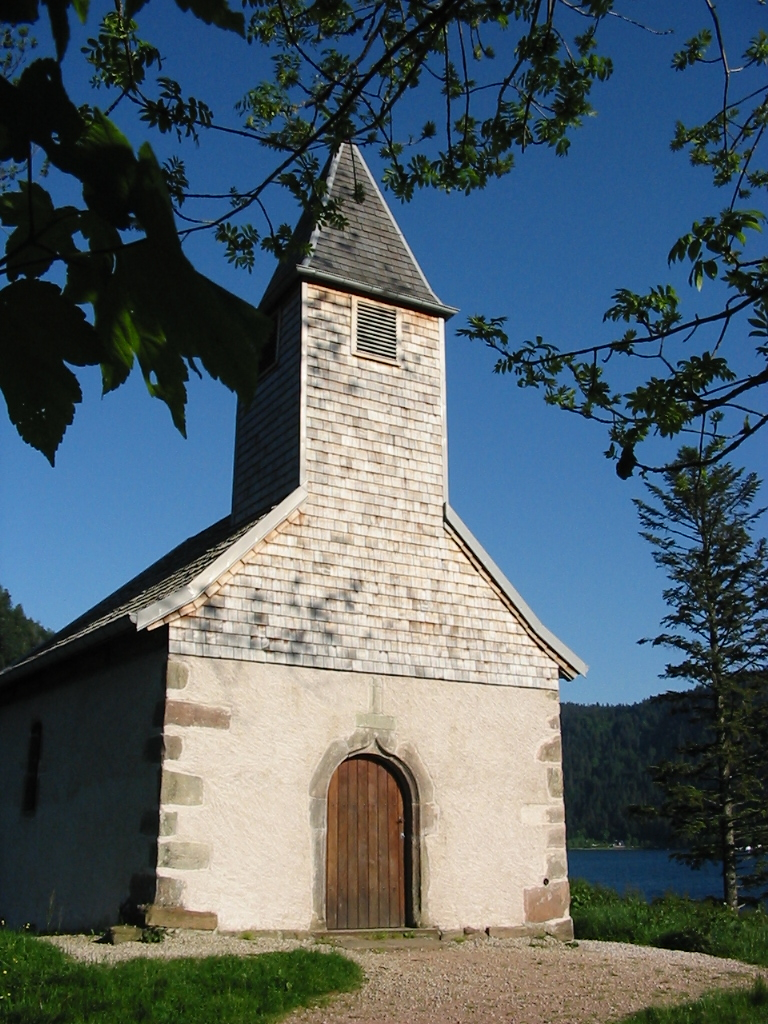
Saint-Florent-des-Graviers

Kapelle Saint-Florent-des-Graviers (Ursprung im 15. Jahrhundert) am nordwestlichen Ufer des Sees